# Йозеф Феце
Йозеф «Йошко» Феце (нім. Josef "Joschko" Fözö; 7 листопада 1912, Відень — 2 червня 1979, Відень) — німецький льотчик-ас, майор люфтваффе (1 вересня 1941). Кавалер Лицарського хреста Залізного хреста.

## Біографія
В 1935 році вступив у ВПС Австрії. Після аншлюсу автоматично перейшов в люфтваффе. З 1 квітня 1938 року служив в 27-му запасному льотному дивізіоні. В 1938/39 роках — льотчик 3-ї ескадрильї 88-ї винищувальної групи легіону «Кондор». З квітня 1939 року — командир 10-ї ескадрильї 72-ї винищувальної ескадри, з 16 липня 1939 року — 2-ї ескадрильї 71-ї винищувальної ескадри, з 1 вересня 1939 року — 4-ї ескадри, з 21 лютого 1941 року — 2-ї групи 51-ї винищувальної ескадри. З 21 лютого 1942 року — 1-й офіцер Генштабу керівника винищувальної авіації 2. З 3 травня 1942 року — командир 1-ї групи 51-ї винищувальної ескадри. З 7 листопада 1942 року — ад'ютант керівника винищувальної авіації 3. З 1 квітня 1943 року служив в штабі вищого керівника винищувальної авіації на Заході. З 13 травня 1943 року — військово-повітряний аташе в Будапешті. З 26 серпня 1943 року — 1-й офіцер Генштабу керівника винищувальної авіації 3. 4 червня 1944 року направлений в 108-му винищувальну ескадру, з 30 червня 1944 по 29 січня 1945 року — командир 1-ї групи.
Під час Громадянської війни в Іспанії здійснив 147 бойових вильотів і збив 3 літаки, під час Другої світової війни — 370 вильотів і збив 24 літаки, з них 9 радянських.

## Нагороди
- Нагрудний знак пілота
- Медаль «За вислугу років у Вермахті» 4-го класу (4 роки)
- Національний знак пілота (Іспанія)
- Воєнний хрест (Іспанія)
- Медаль «За Іспанську кампанію» з мечами (Іспанія)
- Іспанський хрест в золоті з мечами
- Залізний хрест 2-го і 1-го класу
- Авіаційна планка винищувача в золоті
- Лицарський хрест Залізного хреста (2 липня 1941) — за 22 перемоги.
- Нагрудний знак «За поранення» в чорному — був двічі поранений в авіакатастрофах (11 липня 1941 і 31 травня 1942).